# Rafael Bustamante
Rafael Guillermo Bustamante Cantillo (Ciénaga, 2 ottobre 1999) è un calciatore colombiano, centrocampista del Deportivo Cali.

## Carriera
Bustmante è stato scoperto da un talent scout che lo ha portato ad un unirsi ad uno dei migliori settori giovanili della Colombia, quello del Deportivo Cali. È stato promosso in prima squadra nel 2018 e successivamente ha debuttato il 30 agosto 2018.
Nel 2019 è stato ceduto in prestito al Fortaleza C.E.I.F. fino alla fine dell'anno con la possibilità di prolungare per un altro anno in modo da poter giocare con più continuità ed acquisire esperienza.
Nel gennaio 2021 è stato nuovamente ceduto in prestito, questa volta al club Bogotá dove è rimasto fino a metà anno.
A metà del 2021, è stato ceduto in prestito per la terza volta, questa volta al club panamense del Tauro. Durante la sua permanenza al club ha vinto il titolo nazionale di clausura.
Al termine del prestito a Panama, all'inizio del 2022 è stato ceduto nuovamente in prestito, questa volta al Jaguares in cui ha giocato buona parte degli incontri di campionato e coppa.
Una volta terminato il prestito è tornato al Deportivo Cali dove è rimasto per la prima parte della stagione 2023.
Nel luglio 2023 è stato ceduto in prestito al Vizela in Primeira Liga.

## Statistiche

### Presenze e reti nei club
Statistiche aggiornate al 20 settembre 2023.
| Stagione        | Squadra            | Campionato      | Campionato | Campionato | Coppe nazionali | Coppe nazionali | Coppe nazionali | Coppe continentali | Coppe continentali | Coppe continentali | Altre coppe | Altre coppe | Altre coppe | Totale | Totale | Totale |
| Stagione        | Squadra            | Comp            | Pres       | Reti       | Comp            | Pres            | Reti            | Comp               | Pres               | Reti               | Comp        | Pres        | Reti        | Pres   | Reti   |        |
| --------------- | ------------------ | --------------- | ---------- | ---------- | --------------- | --------------- | --------------- | ------------------ | ------------------ | ------------------ | ----------- | ----------- | ----------- | ------ | ------ | ------ |
| 2018            | Deportivo Cali     | A               | 0          | 0          | CC              | 1               | 0               |                    | -                  | -                  |             | -           | -           | 1      | 0      |        |
| 2019            | Fortaleza C.E.I.F. | B               | 18         | 0          | CC              | 0               | 0               |                    | -                  | -                  |             | -           | -           | 18     | 0      |        |
| 2020            | Fortaleza C.E.I.F. | B               | 13         | 1          | CC              | 3               | 0               |                    | -                  | -                  |             | -           | -           | 16     | 1      |        |
| 2021            | Bogotá             | B               | 13         | 1          | CC              | 2               | 0               |                    | -                  | -                  |             | -           | -           | 15     | 1      |        |
| 2021            | Tauro              | LPF             | 18         | 0          |                 | -               | -               |                    | -                  | -                  |             | -           | -           | 18     | 0      |        |
| 2022            | Jaguares           | A               | 35         | 0          | CC              | 3               | 0               |                    | -                  | -                  |             | -           | -           | 38     | 0      |        |
| 2023            | Deportivo Cali     | A               | 16         | 0          | CC              | 2               | 0               |                    | -                  | -                  |             | -           | -           | 18     | 0      |        |
| 2023-2024       | Vizela             | PL              | 5          | 0          | CP+Cdl          | 0+2             | 0               |                    | -                  | -                  |             | -           | -           | 7      | 0      |        |
| Totale carriera | Totale carriera    | Totale carriera | 118        | 2          |                 | 13              | 0               |                    | -                  | -                  |             | -           | -           | 131    | 2      |        |

## Palmarès
- Asociación Nacional Pro Fútbol: 1

Tauro: 2021-C